# Gruppenführer

Taktisches Zeichen „Gruppenführer“

Der Gruppenführer (GrpFhr, GrFü, GF oder GruFü) ist eine Funktion und Qualifikation (Ausbildungslehrgang) von Behörden und Organisationen mit Sicherheitsaufgaben für eine Person, die eine Gruppe leitet beziehungsweise führt oder befehligt. Der Gruppenführer trägt in der Regel die Verantwortung für seine Gruppe.
In der Wirtschaft und in der öffentlichen Verwaltung wird eine Führungskraft vorrangig als Gruppenleiter bezeichnet.

## Militär

### Bundeswehr
In der Bundeswehr ist Gruppenführer (GrpFhr) sowohl eine Ausbildungs- und Tätigkeitsbefähigung als auch die Dienststellungsbezeichnung für Teileinheitsführer. Er führt eine Gruppe.
Als Teileinheitsführer ist der Gruppenführer für die Führung von acht bis zwölf Soldaten im Gefecht verantwortlich. Er ist kein Disziplinarvorgesetzter. Die Gruppenführerposten füllen hier meist Dienstgrade aus wie:
- Unteroffiziere ohne Portepee, Fahnenjunker, Unteroffizier oder Stabsunteroffizier,
- Portepeeunteroffiziere von Feldwebel bis Hauptfeldwebel.

Aus gegebenem Anlass, beispielsweise bei Ausfall des originären Gruppenführers, wird diese Funktion auch von Mannschaftsdienstgraden übernommen.

### Nationale Volksarmee
In den Teilstreitkräften der NVA und den Grenztruppen der DDR war der Gruppenführer (GF) Teileinheitsführer für die Führung von 8 bis 12 Mannschaftsdienstgrade oder Soldaten höherer Dienstgrade der gleichen Dienstgradgruppe, wie beispielsweise Off.-Schüler/GF an den Offiziershochschulen der DDR, in der Ausbildung, im Tagesdienst oder im Gefecht. Sie trugen in der Regel Dienstgrade von Unteroffizier bis Unterfeldwebel oder vergleichbare Dienstgrade entsprechend der Truppengattung oder TSK. Auch in der NVA bezeichnete der Begriff „Gruppenführer“ eine Funktion/Dienststellung. Sie waren keine Disziplinarvorgesetzten, hatten aber Befugnisse Bestrafungen, wie beispielsweise Dienstverrichtung außer der Reihe, auszusprechen.

### Nationalsozialistische Organisationen
In mehreren nationalsozialistischen Organisationen wurde Gruppenführer zur Bezeichnung der höchsten (Generals-)Dienstränge verwandt:
- im Nationalsozialistischen Fliegerkorps (NSFK) die Ränge NSFK-Gruppenführer und NSFK-Obergruppenführer,
- im Nationalsozialistischen Kraftfahrkorps (NSKK) die Ränge NSKK-Gruppenführer und NSKK-Obergruppenführer,
- in der Schutzstaffel (SS) die Ränge SS-Gruppenführer, SS-Obergruppenführer und SS-Oberst-Gruppenführer,
- in der Sturmabteilung (SA) die Ränge SA-Gruppenführer und SA-Obergruppenführer.

## Polizei
Der Gruppenführer (GruFü) bei der Bereitschaftspolizei und in Einsatzzügen der Polizei hat folgende Aufgaben:
- führt die Gruppe im taktischen Einsatz und im täglichen Dienst (Streifenführer)
- setzt die Vorgaben des Zugführers um
- ordnet Maßnahmen / taktische Formationen an
- bereitet Einsätze innerhalb seines Aufgabenbereiches vor und nach
- berät den Zugführer
- Fortbildungsbeauftragter für den praktischen Dienst
- unterstützt Mitarbeiter

Die Funktion ist eine vollwertige Führungsaufgabe zur Leitung einer Gruppe.
Bei der Bereitschaftspolizei kann man im Allgemeinen zwischen Gruppenführer in der Einsatzhundertschaft, Gruppenführer bei einem Unterstützungskommando (USK) (Bayern), BFE (Beweis- und Festnahmeeinheit) und Gruppenführer in einer Ausbildungseinheit unterscheiden.
Bei den Polizeien einiger Ländern und noch vereinzelt bei der BPOL wird die Funktion durch Beamte des mittleren Dienstes wahrgenommen. In anderen Bundesländern und auch zukünftig bei der Bundespolizei ist die Führungsfunktion im gehobenen Dienst angesiedelt. Die Stellendotierung beginnt bei A 9 Polizeikommissar und reicht je nach Behörde bis A 11 Polizeihauptkommissar. Üblich ist eine Besoldung von A 9 / 10. Im mittleren Dienst war die Dotierung A 8 / 9 (teilweise mZ); vereinzelt je nach Behörde (Bundesland) sogar bei A 7 Polizeimeister beginnend. Der Gruppenführer gibt laufbahnrechtliche Beurteilungsbeiträge seiner Mitarbeiter an den Beurteiler.
Die taktische Kennzeichnung des Gruppenführers besteht aus zwei waagrechten Punkten am rechten Arm (meist hellgrün oder hellblau) oder zwei waagrechten Punkten auf dem Einsatzhelm.

## Feuerwehr

Taktisches Zeichen „Gruppenführer“ der Feuerwehr

Helmkennzeichnung eines Gruppenführers

Der Gruppenführer in der Feuerwehr befehligt bzw. führt die Taktische Einheit „Gruppe“, bestehend aus neun Einsatzkräften. Er handelt vor Ort entweder eigenständig als Einsatzleiter oder unter der Direktive einer übergeordneten Führungskraft (zum Beispiel Zugführer).
Der Gruppenführer:
- erkundet die Lage,
- bestimmt die Aufgabenverteilung innerhalb der Gruppe,
- gibt den Einsatzbefehl – (Wasserentnahmestelle, Lage des Verteilers) Einheit, Auftrag, Mittel, Ziel und Weg,
- ist während des Einsatzes an keinen festen Platz gebunden,
- hat die Fürsorgepflicht für seine Gruppe,
- kann Einsätze mit Personal bis zur Stärke von zwei Gruppen (siehe FWDV 100, Abschnitt 3.2.5) selbstständig leiten.[5]

Gruppenführer sind bei der Berufsfeuerwehr erfahrene Beamte des mittleren feuerwehrtechnischen Dienstes (Hauptbrandmeister/Brandinspektor). Bei der Freiwilligen Feuerwehr ist der erreichbare Dienstgrad vom Bundesland abhängig, in Nordrhein-Westfalen beispielsweise Brandmeister. Im Allgemeinen sind sie mindestens Löschmeister; in Hessen beispielsweise Oberlöschmeister. Zudem muss eine entsprechende Ausbildung beim jeweiligen Institut der Feuerwehr bzw. Schule absolviert werden; in NRW der Gruppenführer-Basis-Lehrgang bzw. Hessen etwa F-III-Lehrgang.
Die Ausbildung zum Gruppenführer bei der Feuerwehr in Deutschland dauert mindestens 70 Stunden. Die Feuerwehr-Dienstvorschrift 2 schreibt als Zugangsvoraussetzung die Qualifikation als Truppführer vor. Es sollten auch Kenntnisse über Atemschutz, Sprechfunk und der Maschinistentätigkeit vorhanden sein.

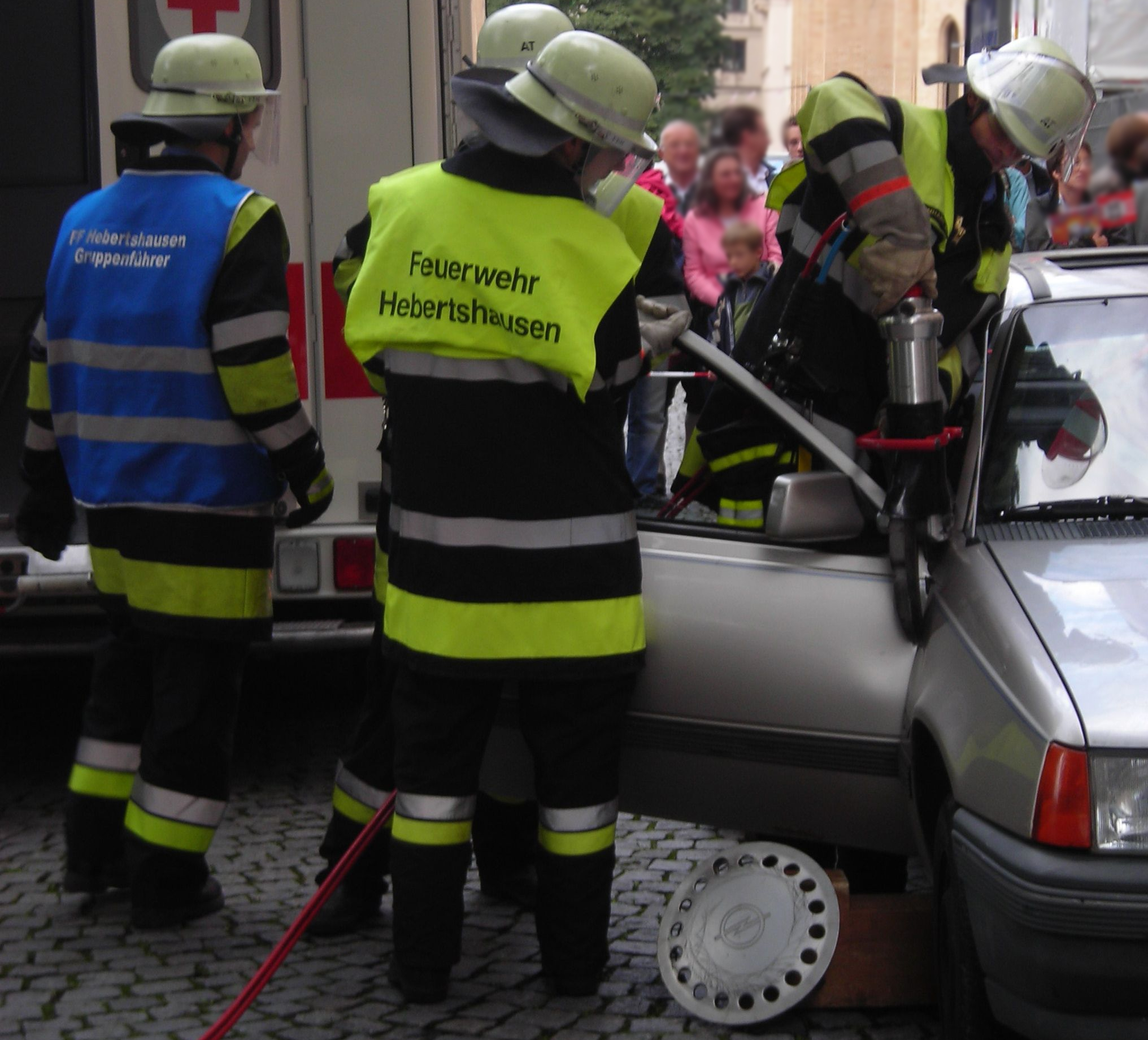
Gruppenführer einer Freiwilligen Feuerwehr mit blauer Kennzeichnungsweste

Einsatzkräfte mit der Qualifikation zum Gruppenführer erkennt man im Einsatz an einem roten Balken auf jeder Helmseite. Diese Kennzeichnung signalisiert ausschließlich die Befähigung zum Ausüben der Funktion „Gruppenführer“. Es können daher in einer Gruppe durchaus mehrere Einsatzkräfte mit dieser Kennzeichnung vorhanden sein. Pro Einheit kann jedoch immer nur eine Person die tatsächliche Führungsfunktion des Gruppenführers übernehmen. Eventuell weitere vorhandene Einsatzkräfte mit Gruppenführerqualifikation übernehmen dann normale Mannschaftsaufgaben. Der tatsächliche Einheitsführer wird daher zunehmend zusätzlich mit einer Kennzeichnungsweste kenntlich gemacht. Alternativ werden in einigen Bundesländern veränderliche Funktionsabzeichen getragen, für Gruppenführer ein 10 mm schmales, umlaufendes schwarzes Band am Helm.
Gruppenführer der Feuerwehr werden in der Katastrophenschutz-Terminologie auch Unterführer genannt. Die Abkürzung in der Feuerwehr für den Gruppenführer ist „GrFü“ nach DIN 14033. Jedoch wird gelegentlich die Abkürzung „GF“ aus der seit Februar 2008 nicht mehr gültigen Feuerwehr-Dienstvorschrift 4 verwendet.
| DFV | BW | BY | BE | BB | HB | HH | HE | MV | NI | NW | RP | SL | SN | ST     | SH | TH |
| --- | -- | -- | -- | -- | -- | -- | -- | -- | -- | -- | -- | -- | -- | ------ | -- | -- |
| —   |    |    |    | —  | —  | —  |    | —  |    | —  |    |    |    | [ 28 ] |    |    |

## Technisches Hilfswerk (THW)

THW-Dienststellungskennzeichen

Der Gruppenführer im THW leitet eine Bergungs- oder Fachgruppe. Ihm unterstehen je nach Art der Gruppe ein oder mehrere Truppführer (in der STAN festgelegt). Der Gruppenführer untersteht dem Zugführer. Der Gruppenführer ist neben der Führung seiner Gruppe auch zuständig für die Ausbildung und die Ausrüstung derselben.

## Sonstige Hilfsorganisationen
Die Ausbildung zum Gruppenführer ist in den einzelnen Organisationen geregelt. Es handelt sich regelmäßig um Unterführer. Gruppenführer kommen als Leiter einer Schnelleinsatzgruppe, als organisatorisches Bindeglied im Vereinsbetrieb, als Einsatzleiter bei kleineren Diensten oder als Führer von Gruppen im Rahmen des Katastrophenschutzes zum Einsatz.
Bei der Wasserwacht des DRK nennt man die Gruppenführerausbildung auch Führen im Einsatz Teil 2 (Wachleiter), anschließend SEG Leiter (Schnelleinsatzgruppen Leiter).  Bei den Maltesern nennt man die Gruppenführerausbildung auch Führen und Leiten von Einheiten in Gruppenstärke oder SelbstStändigen Trupps.